# 工业和信息化部政策法规司
中华人民共和国工业和信息化部产业政策与法规司，是中华人民共和国工业和信息化部的下属机构。
负责组织拟订工业、通信业产业政策并监督执行，研究有关重大战略，提出推进产业结构调整、工业与相关产业融合发展及管理创新的政策建议，承担推进行业体制改革相关工作。组织起草相关法律法规草案及部门规章，承担规范性文件合法性审查和行政复议、行政应诉、执法监督工作。

## 下属办公处
- 综合处

- 政策研究处

- 产业组织处

- 产业融合发展处

- 法规处

- 执法监督处

## 外部连接
1. ↑  陕西省节能中心. . 微信公众平台.   [2023-05-11]. （原始内容存档于2023-05-11）.